# Tindi
Pour les articles homonymes, voir Tindi (Cameroun).
Le tindi (en tindi ъидараб мицци, idarab micci) est une langue caucasienne qui fait partie du groupe des langues avaro-andi, de la famille des langues nakho-daghestaniennes.
Le tindi est parlé dans le district de Tsumada, en République du Daghestan, par environ 
5 000 personnes. La langue n'est pas écrite. Les Tindis utilisent aussi le russe et l'avar.

## Phonologie

### Système vocalique
Le tindi compte 20 voyelles :
- orales : [a] [e] [i] [o] [u]
- orales longues : [aː] [eː] [iː] [oː]  [uː]
- nasales : [ã] [ẽ] [ĩ] [õ] [ũ]
- nasales longues : [ãː] [ẽː] [ĩː] [õː] [ũː]

## Sources
- (ru) З.М. Магомедбекова, Tиндинcкий язык dans Языки мира, Кавказские языки, Moscou, Izd. Academia, 1999  (ISBN 5-87444-079-8)